# Марина да Глория
Марина да Глория — марина, которая расположена в заливе Гуанабара, регион Глория (Рио-де-Жанейро, Бразилия). Построена в 2006 году к Панамериканским играм 2007 года в Рио, где были проведены соревнования по парусному спорту, а также местом прибытия водных судов участников соревнований.
В 2016 году гавань приняла гонки яхтсменов в рамках летних Олимпийских игр 2016 года в Рио-де-Жанейро.
30 июля 2011 года в яхт-клубе «Марина да Глория» прошла церемония жеребьёвки отборочного турнира чемпионата мира по футболу 2014 года.